# Euphorbia bruynsii
Euphorbia bruynsii är en törelväxtart som beskrevs av Leslie Larry Charles Leach. Euphorbia bruynsii ingår i släktet törlar, och familjen törelväxter. Inga underarter finns listade i Catalogue of Life.